# Лёховская волость

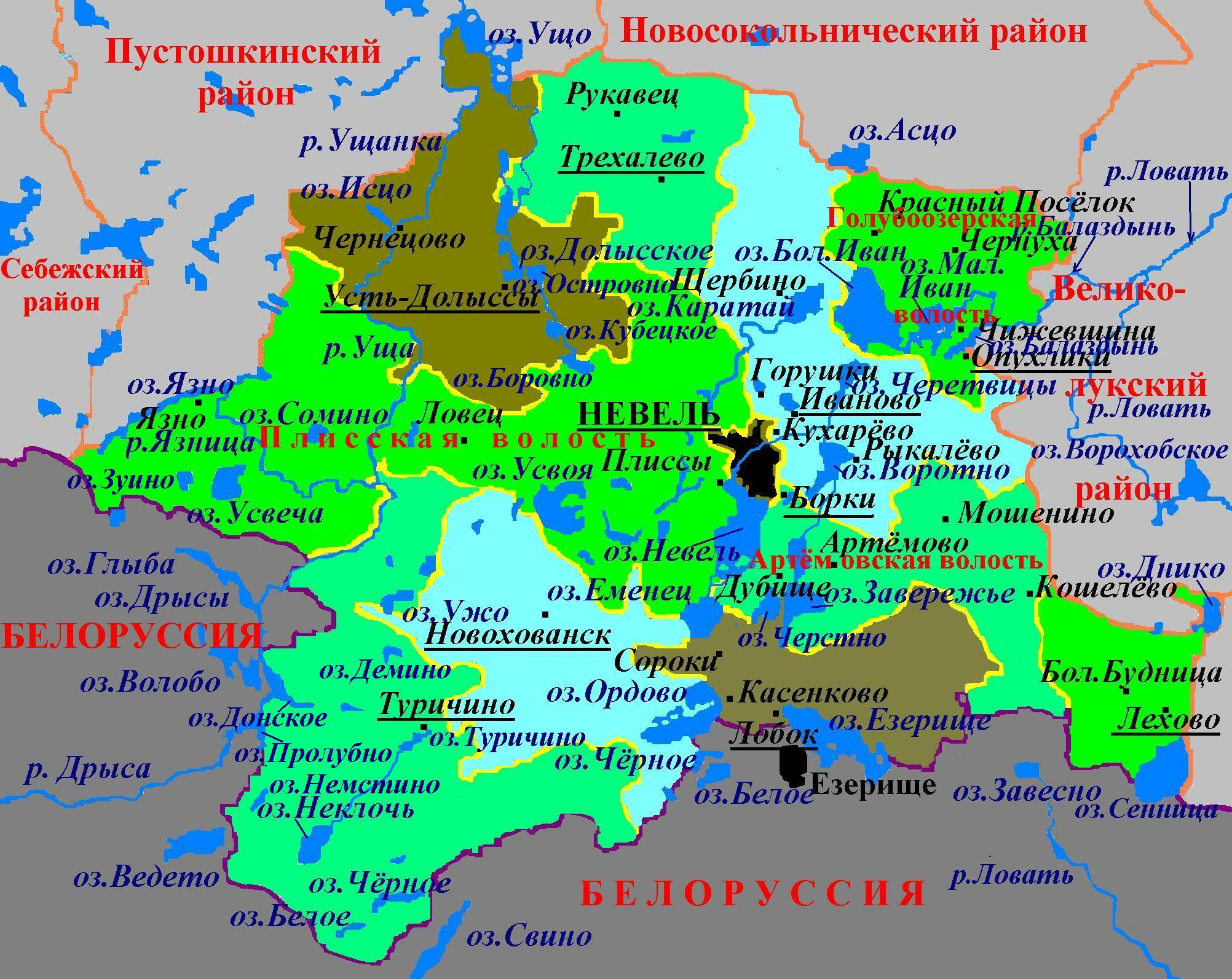
Административное деление Невельского района в 2005—2015 гг.

Лёховская волость —  упразднённая административно-территориальная единица 3-го уровня и бывшее муниципальное образование со статусом сельского поселения в Невельском районе Псковской области России.
Административный центр — деревня Лёхово.

## География
Территория волости граничила на западе с Артёмовской волостью Невельского района, на севере — с Великолукским районом, на востоке — с Усвятским районом, на юге — с Витебской областью Республики Беларусь.
На территории волости расположено озёра Сенница (9,6 км², глубиной до 3,6 м), Днико (5,0 км², глубиной до 9,0 м) и др.

## Население
| 2002 | 2010 | 2012 | 2013 | 2014 | 2015 |
| ---- | ---- | ---- | ---- | ---- | ---- |
| 662  | ↘564 | ↘537 | ↘504 | ↘476 | ↘463 |

## Населённые пункты
В состав Лёховской волости входило 20 деревень: Антипенки, Багуры, Барсуки, Боброво, Большая Будница, Волчьи Горы, Днико, Дубокрай, Исаково, Казаково, Крутелево, Ласкатухино, Лёхово, Малая Будница, Некунец, Пахлово, Пестрики, Рыжесиденье, Фролово, Хотешино.

## История
Постановлением Псковского областного Собрания депутатов от 26 января 1995 года все сельсоветы в Псковской области были переименованы в волости, в том числе Лёховский сельсовет был превращён в Лёховскую волость.
Законом Псковской области от 28 февраля 2005 года в границах волости было также создано муниципальное образование Лёховская волость со статусом сельского поселения с 1 января 2006 года в составе муниципального образования Невельский район со статусом муниципального района.
Законом Псковской области от 30 марта 2015 года Лёховская волость была упразднена и вошла в состав Артёмовской волости.